# Слабушевиці
Слабушевиці (пол. Słabuszewice) — село в Польщі, у гміні Ліпник Опатовського повіту Свентокшиського воєводства.
Населення — 283 особи (2011).
У 1975-1998 роках село належало до Тарнобжезького воєводства.

## Демографія
Демографічна структура на день 31 березня 2011 року:
|          | Загалом | Допрацездатний вік | Працездатний вік | Постпрацездатний вік |
| -------- | ------- | ------------------ | ---------------- | -------------------- |
| Чоловіки | 143     | 21                 | 107              | 15                   |
| Жінки    | 140     | 28                 | 75               | 37                   |
| Разом    | 283     | 49                 | 182              | 52                   |